# L'allieva (serie televisiva)
L'allieva è una serie televisiva italiana, prodotta dal 2016 al 2020 e trasmessa da Rai 1. Creata da Peter Exacoustos insieme ad Alessia Gazzola, è tratta dai romanzi della stessa scrittrice incentrati sulle vicende del medico legale Alice Allevi.

## Trama
Alice Allevi è una studentessa di medicina indecisa sul proprio futuro. Dopo la morte della badante di sua nonna scopre la sua strada: la medicina legale. Frequentando l'istituto si imbatte nel carismatico e arrogante insegnante Claudio Conforti, del quale si infatua e con cui si crea una forte intesa; ma è anche affascinata dal giovane, sincero e simpatico Arthur, figlio del direttore dell'istituto, mentre è alle prese in amore come nella vita con scelte e situazioni impegnative. Nel frattempo, la ragazza cerca sempre di risolvere i casi che le si presentano sul tavolo operatorio.

## Episodi
| Stagione         | Episodi | Prima TV |
| ---------------- | ------- | -------- |
| Prima stagione   | 11      | 2016     |
| Seconda stagione | 12      | 2018     |
| Terza stagione   | 12      | 2020     |

## Personaggi e interpreti
- Alice Allevi (stagione 1-3), interpretata da Alessandra Mastronardi.
Nella prima puntata della prima stagione, è una studentessa ventiseienne di medicina al sesto anno, che dopo una iniziale indecisione nella quale non sa minimamente cosa fare nella vita, sceglie di specializzarsi in medicina legale in seguito alla morte della badante della nonna.[1] Goffa, distratta e maldestra, finisce sempre per dimenticarsi qualcosa; è però anche molto buona, sensibile e per questo spesso si lascia trasportare dall'emozione nel comprendere fino in fondo la vita e i caratteri delle vittime dei casi a cui lavora. Ha una grande determinazione, tenacia e curiosità e cerca sempre di scoprire la verità sulla morte delle persone su cui esegue l'autopsia. Nella prima stagione vive con Yukino e si fidanza con Arthur Malcomess, ma poi, dopo un convegno lo tradisce con Claudio Conforti, per il quale fin dall'inizio prova una grande attrazione, ricambiata, ma non riuscendo e non volendo mentire lo rivela al fidanzato e per questo motivo Arthur la lascia. Nel periodo tra la fine della prima e l'inizio della seconda stagione ha quindi un'appassionata relazione con Claudio, ma quest'ultimo vuole tenerla segreta, per cui lei sentendosi usata lo lascia. A seguito di ciò, Alice avvia una breve relazione con il Pm Sergio Einardi, che finisce rapidamente in quanto Alice pensa che lui voglia stare con lei solo per vendicarsi di Claudio, dato che anni prima sua moglie lo aveva tradito proprio con Claudio, anche se in realtà Sergio si era davvero innamorato di Alice. Alla fine, Alice capisce di avere amato sempre e solo Claudio e ritorna con lui ufficializzando la loro relazione, spezzando il cuore ad Arthur, che nel frattempo stava cercando di riconquistarla perchè ancora innamorato di lei. Nella terza stagione, Alice è a tutti gli effetti medico legale, dopo aver terminato la specializzazione, e rimane in istituto come dottoranda senza borsa e "assistente personale" di Andrea Manes, nuova direttrice dell'istituto. Anche dopo essere tornati insieme, Alice combatterà sempre con l’essere chiuso e incapace di condividere tutto di Claudio, cosa su cui però, fortunatamente, riusciranno gradualmente a trovare un equilibrio. Intanto, Claudio chiede ad Alice di sposarlo: la loro storia subisce alcune vicissitudini legate a svariate incomprensioni (dapprima il mancato ottenimento della borsa di dottorato, fino all'esecuzione di un esame del DNA senza autorizzazione da parte della Procura), che i due riusciranno a chiarire per poi riuscire finalmente a sposarsi in una cerimonia al Gianicolo.
- Claudio Conforti (stagione 1-3), interpretato da Lino Guanciale.
È il diretto superiore di Alice. Carismatico, sarcastico e affascinante. Ha l'abitudine di soprannominare Alice con il nomignolo "Sacrofano", paese di provenienza della ragazza nonché il posto dove si sono conosciuti. Claudio rimprovera costantemente la ragazza per la sua distrazione, per il suo essere precipitosa e per la sua indole più da detective che da medico legale; allo stesso tempo, è sempre il primo a credere nelle sue capacità. Estremamente preciso e meticoloso, odia formulare ipotesi e preferisce sempre basarsi su fatti certi e scientifici. Ha una grande passione per la sua auto e la tratta con la massima cura. Da sempre attratto e intrigato da lei, dopo aver passato una notte con Alice capisce di essersi davvero innamorato, e, seppure inizialmente lei sia titubante ad iniziare una storia con lui, successivamente ammette di amarlo a sua volta e i due si mettono insieme. Siccome però lui non vuole ufficializzare la loro relazione, Alice lo lascia. Nella seconda stagione, ha forti attriti con il pm Einardi, ed è molto geloso nel momento in cui quest'ultimo si approccia ad Alice. Nella terza stagione diventa il vicedirettore dell'Istituto e  chiede ad Alice di sposarlo e lei accetta, ma la storia subisce alti e bassi a causa di varie ragioni: in primis, Claudio è indeciso se accettare un posto offertogli a Baltimora, e Alice non vuole seguirlo per fare solo la moglie; Claudio inoltre, come membro di commissione per l'assegnazione delle borse di dottorato, pone ad Alice la domanda decisiva che sancisce l'esclusione della sua allieva a vantaggio di Lara e Paolo; poi, decide di portare con sé una specializzanda a un congresso in Toscana, nello stesso posto in cui aveva passato la prima notte d'amore con Alice, suscitando la fortissima gelosia di quest'ultima; infine decide di coprire, con molta rabbia, la ragazza nel momento in cui lei esegue, senza autorizzazione della Procura, un esame sotto soglia di una traccia di DNA, danneggiandola, nel tentativo di scagionare il fratello di Claudio accusato di omicidio, e questo gli causa la temporanea sospensione dal suo incarico in Istituto. La risoluzione dei vari equivoci e dissidi, con il pieno reintegro di Claudio nell'organico dell'Istituto, sfocia nel matrimonio di quest'ultimo con Alice nella cornice del Gianicolo.
- Arthur Malcomess (stagione 1, ricorrente 2), interpretato da Dario Aita.
È il figlio di Paul Malcomess, il direttore dell'Istituto di Medicina legale, e fratellastro di Cordelia. È un giornalista, scrive reportage di viaggi, ma il suo sogno è diventare reporter di guerra. Spensierato, altruista e con solidi principi, ogni volta che torna dai suoi viaggi racconta sempre quanto è rimasto colpito dalle persone che lottano per la sopravvivenza in quei paesi. Avrà una relazione con Alice, che inizialmente la prenderà molto, scacciando l’attrazione verso Claudio. Tuttavia il loro rapporto si guasterà a causa della lontananza di lui che porterà anche al tradimento di Alice con Claudio: questo porterà alla rottura con Alice e la sua successiva partenza per Parigi. Nella seconda stagione tornerà e, dopo aver capito che la ama ancora, cercherà di riprovarci di nuovo con lei e i due si riavvicineranno nel tentativo di ritrovare il padre di Nur, bimba siriana salvata da Arthur, ma tra loro non ci saranno più sviluppi in quanto lei sceglierà definitivamente Claudio.
- Ambra Negri della Valle (stagione 1, guest 2), interpretata da Martina Stella.
È una delle colleghe di Alice. Sensuale e appariscente, è anche preparata e ambiziosa. È da sempre innamorata di Claudio Conforti, anche se lui, pur rispettandola come collega, non sembra interessato a lei. Prende subito in antipatia Alice, vedendola come una rivale in amore, e non manca mai di trattarla male.  Durante la seconda stagione scoprirà di aspettare un bambino anche se non si saprà mai da chi, tuttavia ,chiedendo conforto a Claudio, susciterà la gelosia di Alice, convinta che il padre sia lui. Tutto ciò verrà poi smentito da Ambra stessa durante la festa d’addio da lei organizzata in seguito alla decisione di abbandonare l’istituto per dedicarsi a suo figlio. Nonostante la distanza sempre esistita tra lei e i suoi colleghi, alla fine dimostra comunque affetto nei loro confronti.
- Lara Proietti (stagione 1-3), interpretata da Francesca Agostini.
È la prima collega conosciuta da Alice. Da subito ben disposta nei confronti della nuova arrivata, lei e Alice sviluppano subito una forte amicizia  Molto diretta e cinica è anche gentile nonostante  il vizio di prendere in giro gli altri e talvolta anche di rivelarne i segreti. Va sempre in una direzione diversa dagli altri. In seguito a una delusione causata da Marco per cui si ubriaca, va a letto con Paolone salvo poi rivelare la sua mancanza di sentimenti. Dopo un breve periodo di rancore da parte sua, ci sarà una riappacificazione. Ha da sempre una cotta per il fratello di Alice, Marco, dalla prima volta che l'ha visto, e alla fine della seconda stagione i due si mettono insieme, per poi nella terza stagione andare a convivere e dare alla luce la figlia Camilla. Inoltre, nella terza stagione, Lara, divenuta medico legale, assieme a Paolo, ottiene la borsa di dottorato dell'Istituto, a spese di Alice.
- Paolo "Paolone" Macrì (stagione 1-3), interpretato da Emmanuele Aita.
È uno specializzando fuori sede proveniente da Palermo. Affettuoso, simpatico e socievole diventa ben presto grandissimo amico di Alice e Lara e cerca sempre di aiutare la prima nei guai che combina, finendo però involontariamente per peggiorarli. Da sempre innamorato di Lara e da lei respinto scherzosamente, nella seconda stagione si avvicina a lei passandoci una notte e dopo questa sarà convinto di essere il suo ragazzo, convinzione poi smontata da Lara. Ciò provocherà rabbia e rancore, ma alla fine torneranno amici. Nella terza stagione si fidanza con Erika. Ha la passione per la cucina e spesso appare in televisione come chef. Nella terza stagione, divenuto medico legale a tutti gli effetti, Paolo ottiene insieme a Lara la borsa di dottorato dell'Istituto.
- Professor Paul Malcomess (stagione 1-2), interpretato da Ray Lovelock (st. 1) e da Tullio Solenghi (st. 2).
È il direttore dell'Istituto di Medicina Legale, anche detto "Il Supremo" nonché padre di Arthur e Cordelia avuti con due donne diverse. Risulta essere un professore buono, giusto e pacato. Non ha un buon rapporto col figlio, verso la cui professione sembra scettico a causa dei rischi che implica. Si intuisce che in passato abbia trascurato i figli per la carriera, probabile causa dei dissidi con il figlio. Nella seconda stagione si sposa con Ludovica, una donna molto più giovane di lui e decide di abbandonare il posto di direttore.
- Dottor Professor Giorgio Anceschi (stagione 1-3), interpretato da Francesco Procopio.
È un medico legale dell'Istituto, responsabile del laboratorio di analisi, e uno dei professori di Alice, che lui prende subito in simpatia, infatti i due intrattengono un ottimo rapporto sia professionale che privato di amicizia e fiducia. È anche l’unico a valorizzarla e a incentivarla gentilmente a mettersi in gioco. Ha un pessimo rapporto con la suocera che si intuisce viva a casa sua e da cui cerca sempre di scappare.
- Professoressa Valeria Boschi (stagione 1-3), interpretata da Giselda Volodi.
È una docente dell'Istituto di Medicina Legale, ed è soprannominata la "Wally". Estremamente esigente e severa, tratta tutti, Alice soprattutto, con disprezzo per questo è molto temuta dai suoi studenti. L'unica a essere esonerata dalle sua cattiverie è Ambra, sua pupilla e allieva preferita, che mette sempre a paragone con Alice in maniera negativa per sminuire la ragazza. Nonostante la rigidità, procedendo con la serie si capisce come in realtà sia animata dalle migliori intenzioni e come alla fine arrivi a nutrire una simpatia per Alice.  Nella terza stagione, con l'arrivo di Andrea Manes (sua ex allieva), viene esautorata dalla maggior parte dei suoi incarichi (affidati perlopiù a Claudio) e si rifugia nel sottoscala, dove con l'aiuto di Alice riesce a elaborare uno strumento che permette di identificare i corpi senza nome. Questa invenzione le fa avere un importante riconoscimento da parte dell'Istituto stesso, oltre che il finanziamento delle Nazioni Unite.
- Marco Allevi (stagione 1-3), interpretato da Pierpaolo Spollon.
È il fratello di Alice, appassionato di fotografia, ancora però una vela al vento, si barcamena facendo questo e quello. Non ha molta fortuna con le ragazze e praticamente tutti pensano che sia gay, anche solo dall'aspetto, ma poi si innamora e fidanza con Yukino. Nella seconda stagione si fidanza con Lara, e nella terza stagione hanno una bambina di nome Camilla. Sempre nella terza stagione, per gran parte del tempo è assente, in quanto è andato a lavorare come fotografo in Brasile, e questo mette a rischio la storia con Lara, fino a che lui decide di tornare in Italia per stare con lei e la figlia.
- Nonna Amalia (stagione 1-3), interpretata da Marzia Ubaldi.
È la nonna di Alice. Simpatica e pettegola, vive a Sacrofano. Molto legata alla nipote cerca sempre di aiutarla e di darle buoni consigli. Appassionata di crimini e del lavoro della nipote, si fa sa sempre raccontare da lei i tanti casi  a cui lavora.
- Yukino Nakahama (stagione 1, guest 2), interpretata da Jun Ichikawa.
È una ragazza giapponese originaria di Kyoto vivace e stravagante, coinquilina di Alice. Si trova in Italia per studiarne la letteratura e l'arte. Ha viaggiato in vari paesi per studiarne sempre l'arte e la letteratura. Diventa molto amica di Alice e si innamora e fidanza con Marco il fratello della ragazza. In realtà nasconde al ragazzo una cosa che solo Alice sa: in Giappone ha un altro fidanzato, Toshiro. Quando si scopre la verità, viene lasciata da entrambi, salvo poi essere perdonata da Marco che la raggiunge poco prima che riparta per il Giappone. Nonostante l’apparente riconciliazione, riparte nella seconda stagione senza dare troppe spiegazioni. Marco cercherà di raggiungerla in Giappone, ma sarà lei a tornare per concludere quello che aveva lasciato in sospeso all’inizio della relazione di Marco con Lara. Nella seconda stagione manda spesso messaggi video ad Alice, dispensando utili consigli.
- Vicequestore aggiunto Roberto Calligaris (stagione 1-2), interpretato da Michele Di Mauro.
È il titolare delle indagini sui casi per i quali Alice presta la sua opera come specializzanda. Sembra piuttosto burbero, ma in realtà è molto affettuoso e legato ad Alice, Claudio e Visone. Ha alle spalle un matrimonio mancato a causa di un caso particolarmente impegnativo e risolto anni dopo e di cui conserva ancora l’amaro ricordo. Sarà vittima di un attentato a causa di alcune indagini richieste da una sua vecchia amica. Non compare nella terza stagione a causa della promozione a questore e del conseguente trasferimento a Udine.
- Agente scelto Fabrizio Visone (stagione 1-3), interpretato da Fabrizio Coniglio.
È il braccio destro di Calligaris e, nella terza stagione, di Silvia. È molto gentile e talvolta ingenuo, ma molto buono, soprattutto con Alice alla quale è teneramente affezionato.
- Silvia Barni (stagione 1, 3), interpretata da Chiara Mastalli.
È la migliore amica di Alice, proveniente anche lei da Sacrofano ed è un avvocato. Sicura e vanitosa è un'appassionata di moda e dei bei ragazzi. Ha alle spalle delle relazioni non canoniche intrattenute soprattutto con uomini sposati, infatti non si pone troppi scrupoli in fatto di uomini. Ciò cambierà quando  si porrà delle regole da rispettare che escludono colleghi e persone sposate  in seguito al lavoro di Vicequestore che otterrà nella terza stagione. Tuttavia intraprenderà una relazione con Sergio Einardi, di cui resta incinta.
- Cordelia Malcomess (stagione 1-3), interpretata da Anna Dalton.
È la sorella (da parte di padre) di Arthur e coinquilina di Alice. Eccentrica e alternativa  ma allo stesso tempo molto disponibile, gentile e solare. Non sa bene cosa fare della sua vita e si destreggia tra tanti hobby. Ha sempre qualche storia tragica con l’uomo di turno, ma nella seconda stagione si fidanzerà con una donna, Nina. Nella terza stagione si ritrova spesso a fare da baby-sitter alla bambina di Lara e Marco.
- Guido Allevi (stagione 1), interpretato da Giuseppe Antignati.
È il padre di Alice.
- Susanna (stagione 1), interpretata da Laura Mazzi.
È la madre di Alice.
- Sergio Einardi (stagione 2-3), interpretato da Giorgio Marchesi.
È l'affascinante PM, che provando stima lavorativa nei confronti di Alice riesce ad avvicinarsi a lei anche attraverso vie sentimentali conquistando il cuore della giovane studentessa di medicina legale. Si scopre che in passato è stato tradito dalla moglie con Claudio, sua ex fiamma del liceo, a causa del fatto che si è spesso sentita messa da parte da Sergio, più interessato alla carriera. Proprio per questo lui si avvicinerà ad Alice per suscitare la gelosia di Claudio, salvo poi innamorarsene davvero. Separato e poi divorziato da quest’ultima, ha anche una figlia liceale, Martina. Alla fine della seconda stagione subisce un attentato di stampo mafioso dal quale però si salva. Intanto, Claudio e Sergio finalmente sotterreranno l’ascia di guerra. Nella terza stagione ha una reazione con Silvia Barni, che nell'ultima puntata rivela di aspettare un figlio da lui.
- Dottoressa Beatrice Alimondi (stagione 1-2), interpretata da Chiara Ricci.
Anatomopatologa, vecchia fiamma di Claudio Conforti con cui è stata tre anni durante l’università. È molto attratta da Claudio e cercherà in ogni modo di riconquistarlo, retrocedendo poi una volta appreso il forte sentimento che lui prova per Alice. Ha un figlio Rodrigo, con cui ha un rapporto tempestoso perché anche lui trascurato. È anche compagno di liceo di Martina.
- Erica Lastella (stagione 2-3), interpretata da Claudia Gusmano.
È una nuova specializzanda, affidata ad Alice dalla Wally (che si dice essere sua zia). Nella seconda stagione, a un certo punto diventa coinquilina di Alice e Cordelia. Ha una dote che la contraddistingue: la "memoria fotografica" e per questo motivo viene soprannominata da tutti "Scanner". Questa sua capacità la aiuta a rubare il lavoro di Alice nel concorso per l'ottenimento di una borsa di studio all'università di Baltimora, e a vincerlo: viene perciò cacciata di casa da Alice e Cordelia, tuttavia non riesce comunque a partire subito per Baltimora a causa di un grave herpes. Nella terza stagione, di ritorno dall'America, viene perdonata da Alice stessa e dagli altri colleghi, riabilita la propria immagine, e si innamora dapprima del nuovo specializzando Sandro, per poi scoprire di amare Paolone e intraprendere quindi relazione con lui.
- Andrea Manes (stagione 3), interpretata da Antonia Liskova.
Nuova direttrice dell'istituto, dal passato misterioso, che succede a Malcomess. Come il predecessore, anche lei è soprannominata "la Suprema". All'apparenza è inflessibile e severa, non tollerando la minima sbavatura sul posto di lavoro; in realtà, nasconde un lato umano e gentile che emerge a poco a poco, soprattutto quando è in compagnia di Giacomo Conforti, con il quale intraprende una relazione. Durante la serie, viene fuori che Andrea ha in passato ha dato in adozione la figlia che aveva avuto, e che aveva deciso di cercarla. Dopo alcune ricerche andate a vuoto, è Alice, al proprio matrimonio, a scoprire che si tratta di Giulia, ma la verità non viene fuori pubblicamente.
- Giacomo Conforti (stagione 3), interpretato da Sergio Assisi.
Fratello maggiore di Claudio Conforti. Per diverso tempo ha vissuto in Brasile, ed è tornato in Italia per ricongiungersi con Claudio. Rispetto a lui è molto più sorridente e spensierato, e ha un passato in prigione, ma, nonostante le loro differenze, gli vuole un gran bene. Al suo arrivo a Roma si affeziona subito ad Alice. Si innamora di Andrea Manes e, nonostante alcune diffidenze iniziali, la Suprema finisce per ricambiarlo e i due hanno così una relazione. Nella seconda parte della stagione, viene arrestato perché accusato di aver ucciso un golfista con una mazza e di averne aggredito la figlia, ma riesce a essere scagionato e si scopre che era stato incastrato.
- Sandro (stagione 3), interpretato da Stefano Rossi Giordani.
Nuovo specializzando e allievo di Claudio Conforti. Si innamora di Alice, ma viene rifiutato, sebbene i due si scambino un bacio nel momento in cui Alice è convinta che Claudio la stia tradendo.
- Giulia D'Angelo (stagione 3), interpretata da Giorgia Gambuzza.
Nuova specializzanda e allieva di Claudio Conforti, di cui è affascinata, sebbene lui non la sopporti più di tanto, non gradisca il suo accento prettamente abruzzese e la soprannonimi con disprezzo "Tagliacozzo", con probabile riferimento appunto all'omonima località abruzzese. Alice a un certo punto pensa che lei sia l'amante di Claudio, in quanto Conforti l'aveva portata a un congresso in Toscana, ma poi si rende conto che non è vero. Inoltre, alla fine della terza stagione, sempre Alice riesce a capire che è lei la tanto cercata figlia naturale di Andrea Manes, ma la Suprema non viene mai a saperlo.

## Produzione
La prima stagione è andata in onda in prima serata su Rai 1 dal 27 settembre al 31 ottobre 2016, ottenendo oltre il 21% di share con una media di 4.800.000 spettatori. I diritti di trasmissione sono stati venduti all'estero (tra gli altri in Francia, Germania, Giappone, Spagna e Turchia).
Le riprese della seconda stagione sono iniziate il 27 novembre 2017 e terminate il 10 maggio 2018. La messa in onda è iniziata il 25 ottobre 2018, terminando il successivo 29 novembre.
Le riprese della terza e ultima stagione sono iniziate nel novembre 2019 e i 12 episodi sono stati trasmessi dal 27 settembre all'8 novembre 2020. La regia è di Luca Ribuoli.

## Colonna sonora
Il tema della sigla d'apertura è la canzone A Week dei The Shalalalas. La colonna sonora è del compositore Nicola Tescari e della band The Shalalalas.